# 谭旋
谭旋（1981年—），出生于湖北武汉，中国内地词曲创作人、音乐制作人。2009年，创建上海谭旋音乐工作室担任音乐总监，专攻影视音乐制作，也涉及游戏音乐、电视节目音乐等。

## 影视创作

### 2009－2016年
| 时间   | 作品名称             | 作品名称             | 备注                       |
| ------ | -------------------- | -------------------- | -------------------------- |
| 2009年 | 电影《终极匹配》     | 电影《终极匹配》     | 电影配乐作曲、音乐制作     |
| 2011年 | 《宫锁心玉》         | 《爱的供养》         | 歌曲制作人                 |
| 2011年 | 《宫锁心玉》         | 《见或不见》         | 歌曲制作人                 |
| 2011年 | 《宫锁心玉》         | 《明月》             | 歌曲制作人、合唱           |
| 2011年 | 《唐宫美人天下》     | 《落花》             | 歌曲制作人                 |
| 2011年 | 《唐宫美人天下》     | 《唐歌》             | 歌曲制作人                 |
| 2011年 | 《被遗弃的秘密》     | 《藏心》             | 歌曲制作人                 |
| 2011年 | 《被遗弃的秘密》     | 《千堆雪》           | 歌曲制作人                 |
| 2012年 | 《刺青》             | 该电视剧             | 电视剧音乐制作人           |
| 2012年 | 《刺青》             | 《刺爱》             | 歌曲监棚录制               |
| 2012年 | 《刺青》             | 《月光之下》         | 歌曲监棚录制               |
| 2012年 | 《民国恩仇录》       | 《民国恩仇录》       | 电视剧音乐作曲             |
| 2012年 | 《说书人》           | 该电视剧             | 电视剧音乐词曲创作、制作   |
| 2012年 | 《说书人》           | 主题曲《说书人》     | 歌曲制作人                 |
| 2012年 | 《赏金猎人》         | 《江湖》             | 歌曲制作人                 |
| 2012年 | 《宫锁珠帘》         | 该电视剧             | 音乐制作人                 |
| 2012年 | 《宫锁珠帘》         | 《爱的供养》男生版   | 歌曲制作人                 |
| 2013年 | 《嫁入豪门》         | 《豪门》             | 歌曲制作人                 |
| 2013年 | 《嫁入豪门》         | 《爱情》             | 歌曲制作人                 |
| 2013年 | 《嫁入豪门》         | 《重来》             | 歌曲制作人                 |
| 2013年 | 《盛夏晚晴天》       | 《盛夏晚晴天》       | 电视剧音乐作曲             |
| 2013年 | 《新神探联盟》       | 《新神探联盟》       | 电视剧原声作曲             |
| 2013年 | 《陆贞传奇》         | 《心情》             | 歌曲制作人                 |
| 2013年 | 《笑傲江湖》         | 《觉悟》             | 歌曲制作人                 |
| 2013年 | 《笑傲江湖》         | 《逍遥》             | 歌曲制作人                 |
| 2013年 | 《笑傲江湖》         | 《爱我》             | 歌曲制作人                 |
| 2013年 | 《胜女的代价2》      | 《天使之泪》         | 歌曲制作人                 |
| 2013年 | 《追鱼传奇》         | 《追鱼传奇》         | 电视剧音乐作曲             |
| 2014年 | 《红酒俏佳人》       | 《红酒俏佳人》       | 电视剧原声作曲             |
| 2014年 | 《妻子的秘密》       | 《妻子的秘密》       | 电视剧音乐作曲             |
| 2014年 | 《古剑奇谭》         | 《古剑奇谭》         | 电视剧音乐监制             |
| 2014年 | 《双生花》           | 《双生花》           | 电视剧音乐作曲             |
| 2014年 | 《杉杉来了》         | 该电视剧             | 电视剧音乐制作、作曲       |
| 2014年 | 《杉杉来了》         | 《风之诺言》         | 歌曲制作人                 |
| 2014年 | 《杉杉来了》         | 《身不由己》         | 歌曲制作人                 |
| 2014年 | 《美人如画》         | 《昙花一现》         | 歌曲制作人                 |
| 2014年 | 《美人如画》         | 《倾城雪》           | 歌曲制作人                 |
| 2014年 | 《匹夫英雄》         | 该电视剧             | 电视剧音乐作曲             |
| 2014年 | 《匹夫英雄》         | 《匹夫英雄》         | 歌曲监制                   |
| 2015年 | 《少年四大名捕》     | 该电视剧             | 电视剧主题音乐             |
| 2015年 | 《少年四大名捕》     | 《无言守候》         | 歌曲制作人                 |
| 2015年 | 《金玉瑶》           | 《金玉瑶》           | 电视剧音乐作曲             |
| 2015年 | 《想明白了再结婚》   | 《想明白了再结婚》   | 电视剧音乐作曲             |
| 2015年 | 《何以笙箫默》       | 《何以笙箫默》       | 电视剧音乐作曲、音乐制作人 |
| 2015年 | 《大汉情缘之云中歌》 | 《大汉情缘之云中歌》 | 电视剧主题曲               |
| 2015年 | 《班淑传奇》         | 《班淑传奇》         | 电视剧主题曲               |
| 2015年 | 《虎妈猫爸》         | 《虎妈猫爸》         | 电视剧音乐作曲             |
| 2015年 | 《淑女涩男》         | 《淑女涩男》         | 电视剧音乐作曲、编曲制作   |
| 2015年 | 《蜂鸟》             | 《蜂鸟》             | 电视剧音乐作曲             |
| 2015年 | 《盗墓笔记》         | 该电视剧             | 电视剧主题曲               |
| 2015年 | 《盗墓笔记》         | 《真相》             | 歌曲制作人                 |
| 2015年 | 《盗墓笔记》         | 《ISeetheLights》    | 歌曲制作人                 |
| 2016年 | 《半妖倾城》         | 该电视剧             | 电视剧主题曲               |
| 2016年 | 《半妖倾城》         | 《weareone》         | 歌曲制作人                 |
| 2016年 | 《飞刀又见飞刀》     | 《爱与恨》           | 歌曲制作人                 |
| 2016年 | 《放弃我，抓紧我》   |                      | 电视剧音乐作曲             |
| 2016年 | 《麻雀》             | 《麻雀》             | 电视剧音乐作曲             |
| 2016年 | 《好先生》           | 《好先生》           | 电视剧音乐作曲、编曲、音编 |
| 2016年 | 《亲爱的翻译官》     | 《亲爱的翻译官》     | 电视剧音乐作曲             |
| 2016年 | 《柠檬初上》         | 《柠檬初上》         | 电视剧音乐作曲             |
| 2016年 | 《寂寞空庭春欲晚》   | 《寂寞空庭春欲晚》   | 电视剧音乐作曲             |
| 2016年 | 《青云志》           | 该电视剧             | 电视剧音乐作曲             |
| 2016年 | 《青云志》           | 《浮诛》             | 歌曲制作人                 |
| 2016年 | 《解忧公主》         | 《解忧公主》         | 电视剧音乐作曲             |
| 2016年 | 《百炼成爹》         | 《百炼成爹》         | 电视剧音乐制作             |
| 2016年 | 《煮妇神探》         | 《煮妇神探》         | 电视剧音乐作曲             |

### 2017年至今
| 2017年 | 《三生三世十里桃花》      | 《三生三世十里桃花》         | 电视剧音乐作曲、编曲                |
| 2017年 | 《孤芳不自赏》            | 《孤芳不自赏》               | 电视剧音乐作曲、编曲                |
| 2017年 | 《择天记》                | 《择天记》                   | 电视剧音乐作曲                      |
| 2017年 | 《楚乔传》                | 《楚乔传》                   | 电视剧音乐作曲                      |
| 2017年 | 《大唐荣耀》              | 《大唐荣耀》                 | 主题曲创作、电视剧音乐作曲          |
| 2017年 | 《云巅之上》              | 《云巅之上》                 | 电视剧音乐作曲、音乐编辑            |
| 2017年 | 《轩辕剑之汉之云》        | 《轩辕剑之汉之云》           | 电视剧音乐作曲                      |
| 2017年 | 《鬼吹灯之黄皮子坟》      | 《鬼吹灯之黄皮子坟》         | 电视剧作曲、编曲                    |
| 2017年 | 《独步天下》              | 《独步天下》                 | 电视剧原声音乐作曲                  |
| 2017年 | 《我的！体育老师》        | 《叫醒爱情》                 | 歌曲制作人                          |
| 2017年 | 《我的！体育老师》        | 《夜晚的天空》               | 歌曲制作人                          |
| 2017年 | 《醉玲珑》                | 该电视剧                     | 电视剧音乐作曲                      |
| 2017年 | 《醉玲珑》                | 《玲珑》                     | 歌曲制作人                          |
| 2017年 | 《醉玲珑》                | 《你可知道》                 | 歌曲制作人                          |
| 2017年 | 《醉玲珑》                | 《诛心泪》                   | 歌曲制作人                          |
| 2017年 | 《醉玲珑》                | 《初见》《诛心之泪》         | 电视剧配乐，由歌曲《诛心泪》 改编   |
| 2017年 | 《醉玲珑》                | 《赴爱》《左右为难》《伊人》 | 电视剧配乐，由歌曲《诛心泪》 改编   |
| 2017年 | 《醉玲珑》                | 《宁静》                     | 电视剧配乐，由歌曲《你可知道》 改编 |
| 2017年 | 《醉玲珑》                | 《思念》                     | 电视剧配乐                          |
| 2017年 | 电影《绣春刀2：修罗战场》 | 《绣春》                     | 歌曲监制                            |
| 2017年 | 电影《绣春刀2：修罗战场》 | 《浓情淡如你》               | 歌曲制作人及共同作词人              |
| 2017年 | 《恋爱先生》              | 《这种天真》                 | 歌曲制作人                          |
| 2018年 | 《烈火如歌》              | 《如歌》                     | 歌曲制作人、监制、录音师            |
| 2018年 | 《烈火如歌》              | 《浴火成诗》                 | 歌曲制作人、监制                    |
| 2018年 | 《烈火如歌》              | 《听雪》                     | 歌曲制作人                          |
| 2018年 | 《美好生活》              | 《对的人》                   | 歌曲制作人、监制                    |
| 2018年 | 《美好生活》              | 《怕了》                     | 歌曲制作人                          |
| 2018年 | 《老男孩》                | 该电视剧                     | 电视剧音乐总监                      |
| 2018年 | 《老男孩》                | 《牧马城市》                 | 歌曲制作人、录音师                  |
| 2018年 | 《老男孩》                | 《放下的时候》               | 歌曲制作人                          |
| 2018年 | 《老男孩》                | 《Old Boy》                  | 歌曲制作人                          |
| 2018年 | 《老男孩》                | 《光的方向》                 | 歌曲监制                            |
| 2018年 | 《老男孩》                | 《我走之前》                 | 歌曲监制                            |
| 2021年 | 《暗恋橘生淮南》          | 该电视剧                     | 电视剧音乐总监                      |
| 2021年 | 《斛珠夫人》              | 《以无旁骛之吻》             | 作曲、制作                          |
| 2021年 | 《斛珠夫人》              | 《镌刻》                     | 作曲                                |
| 2021年 | 《斛珠夫人》              | 《一生一次心一动》           | 作曲                                |
| 2021年 | 《斛珠夫人》              | 《生辰》                     | 作曲                                |
| 2021年 | 《斛珠夫人》              | 《醉花间》                   | 作曲                                |
| 2022年 | 《沉香如屑》              | 《沉香》                     | 作曲                                |
| 2023年 | 《长月烬明》              | 《长月烬明》                 | 电视剧歌曲作曲、制作人              |

## 游戏制作
| 游戏类别 | 发布时间 | 游戏名称     | 备注           |
| -------- | -------- | ------------ | -------------- |
| 手机游戏 | 2014年   | 《魔龙传说》 | 订制音乐、音效 |
| 网页游戏 | 2009年   | 《仙域》     | 主题音乐制作   |

## 音乐制作

### 节目类
| 播出时间    | 节目名称                         |
| ----------- | -------------------------------- |
| 2000-2009年 | 中央电视台综艺频道《综艺快报》   |
| 2004-2011年 | 中央电视台综艺频道《欢乐中国行》 |
| 1991-2010年 | 中央电视台《同一首歌》           |
| 暂无法确定  | 重庆卫视《大爱中华行》           |
| 2008-2009年 | 湖南卫视《听我非常道》           |
| ？-2008年   | 湖南卫视《财富早七点》           |
| 2004-2006年 | 湖南卫视《超级女声》             |
| 2008-2012年 | 内蒙古卫视《现场45分钟》         |
| 暂无法确定  | 内蒙古卫视《财富指南》           |
| 暂无法确定  | 内蒙古卫视《财富无限》           |
| 暂无法确定  | 内蒙古卫视《财富晨讯》           |
| 2010-2012年 | 内蒙古卫视《财富非常道》         |
| 暂无法确定  | 内蒙古卫视《老外来做客》         |
| 暂无法确定  | 内蒙古卫视《英雄榜》             |
| 暂无法确定  | 内蒙古卫视《财富名人堂》         |
| 暂无法确定  | 内蒙古卫视《周刊》               |
| 2007-？     | 内蒙古卫视《百万勇士》           |
| 暂无法确定  | 青海卫视《地球新势力》           |
| 暂无法确定  | 青海卫视《绿色地球村》           |
| 暂无法确定  | 黑龙江卫视《大智慧》             |

### 专辑类
| 发行时间   | 作品名称                   |
| ---------- | -------------------------- |
| 2006年     | 邵雨涵《麦兜》专辑         |
| 2006年     | 陈旭《命运》EP             |
| 2007年     | 邵雨涵《死了都不卖》EP     |
| 2007年     | 彭坦《少年故事》专辑       |
| 2007年     | 香香《浪漫满屋》EP         |
| 2008年     | 倪虹洁《邦女郎》EP         |
| 2008年     | 陈思诚《我爱你》专辑       |
| 2008年     | 邵雨涵《红楼梦》EP         |
| 2008年     | 庄莹《泡泡》专辑           |
| 2008年     | 郑敏《全自动老公》EP       |
| 2009年     | 三门汀《换日线》EP         |
| 2010年     | 李艳冰《为爱犯了罪》EP     |
| 2011年     | 米线《天籁》专辑           |
| 暂无法确定 | 何晟铭《影视歌曲合辑》专辑 |
| 暂无法确定 | 赵珂《日记》EP             |

### 单曲类
| 发行时间   | 作品名称         | 备注                                                                     |
| ---------- | ---------------- | ------------------------------------------------------------------------ |
| 2000年     | 《有你更光亮》   | 作曲、编曲、制作人                                                       |
| 2004年     | 《感恩中国》     | 作曲、制作人（建国55周年歌曲）                                           |
| 2007年     | 《深圳谣》       | 编曲、制作人（深圳环保公益歌曲）                                         |
| 2007年     | 陈思诚《烟花》   | 录音师                                                                   |
| 2008年     | 《我们是一家人》 | 歌曲监制                                                                 |
| 2008年     | 《爱的力量》     | 录音师                                                                   |
| 2008年     | 《大爱》         | 编曲、制作人（重庆卫视5.12抗震歌曲）                                     |
| 2017年     | 《娃娃》         | 歌曲制作人（爱心圆梦1200助学行动公益歌曲）                               |
| 暂无法确定 | 《爱传递》       | 作曲、制作人（儿童心脏病爱心援助歌曲）                                   |
| 2020年     | 《武汉伢》       | 作曲、作词（武汉抗击新冠肺炎疫情主题歌曲、第八批“中国梦”主题新创作歌曲） |

## 创作歌曲简表
| 歌曲名称（歌曲说明）              | 演唱者 | 发行时间 |
| 是緣 （担任谱曲《宸汐緣》片頭曲） | 楊宗緯 | 2019     |

| 牧马城市 （担任谱曲《老男孩》片尾曲）       | 毛不易           | 2018 |
| Old Boy （担任谱曲《老男孩》插曲）          | 古巨基           | 2018 |
| 放下的时候 （担任填词、谱曲《老男孩》插曲） | 刘烨             | 2018 |
| 失重（担任谱曲《老男孩》插曲）              | 郁可唯           | 2018 |
| 如歌 （担任谱曲《烈火如歌》主题曲）         | 张杰             | 2018 |
| 听雪 （担任谱曲《烈火如歌》情感主题曲）     | 张碧晨           | 2018 |
| 浴火成诗 （担任谱曲《烈火如歌》片尾曲）     | 迪丽热巴、毛不易 | 2018 |
| 对的人 （担任谱曲《美好生活》主题曲）       | 庄心妍           | 2018 |
| 怕了 （担任谱曲《美好生活》情感插曲）       | 金池             | 2018 |
| 美好生活 （担任谱曲《美好生活》插曲）       | 常思思、巴图     | 2018 |
| 凤囚凰 （担任谱曲《凤囚凰》主题曲）         | 白鹿             | 2018 |

| 传世之爱 （担任谱曲《独步天下》片尾曲）               | 张韶涵         | 2017 |
| 破晓 （担任谱曲《独步天下》插曲）                     | 王铮亮、刘美麟 | 2017 |
| 如棋 （担任谱曲《独步天下》片头曲）                   | 陈翔           | 2017 |
| 望 （担任谱曲《楚乔传》主题曲）                       | 张碧晨、赵丽颖 | 2017 |
| 当我们只剩下我 （担任谱曲《楚乔传》楚乔情感曲）       | 弦子           | 2017 |
| 星月 （担任谱曲《楚乔传》情感曲）                     | 王铮亮、郁可唯 | 2017 |
| 因为一个人 （担任填词谱曲《楚乔传》插曲、人物曲）     | 张磊           | 2017 |
| 学不会 （担任谱曲《楚乔传》人物曲）                   | 香香           | 2017 |
| 凉凉 （担任谱曲《三生三世十里桃花》片尾曲）           | 杨宗纬、张碧晨 | 2017 |
| 三生三世 （担任填词、谱曲《三生三世十里桃花》主题曲） | 张杰           | 2017 |

| 思慕 （担任谱曲《三生三世十里桃花》插曲）                 | 郁可唯 | 2017 |
| 就算没有如果 （担任谱曲《三生三世十里桃花》插曲）         | 香香   | 2017 |
| 玲珑 （担任谱曲《醉玲珑》主题曲）                         | 张靓颖 | 2017 |
| 你可知道 （担任谱曲《醉玲珑》插曲）                       | 黄龄   | 2017 |
| 诛心泪 （担任谱曲《醉玲珑》插曲）                         | 郁可唯 | 2017 |
| 带你走 （担任谱曲、编曲《遇见爱情的利先生》片尾曲）       | 陈翔   | 2017 |
| 不完整的存在 （担任谱曲、编曲《遇见爱情的利先生》片头曲） | 郁可唯 | 2017 |
| 骄傲与渺小 （担任谱曲、编曲《遇见爱情的利先生》插曲）     | 叶青   | 2017 |
| 孤芳不自赏 （担任谱曲《孤芳不自赏》主题曲）               | 霍尊   | 2017 |
| 眼前 （担任谱曲《孤芳不自赏》情感曲）                     | 谭晶   | 2017 |

| 风景旧曾谙 （担任谱曲《孤芳不自赏》插曲）             | 韦礼安、郭静 | 2017 |
| 不负 （担任谱曲《孤芳不自赏》插曲）                   | 周品         | 2017 |
| 泪塔 （担任谱曲《孤芳不自赏》插曲）                   | 方圆         | 2017 |
| 心不由己 （担任填词谱曲《择天记》情感曲）             | 郁可唯       | 2017 |
| 注定 （担任谱曲《择天记》片尾曲）                     | 周笔畅       | 2017 |
| 星辰 （担任谱曲《择天记》片头曲）                     | 张杰         | 2017 |
| 爱与愿违 （担任谱曲《择天记》情感曲）                 | 弦子         | 2017 |
| 故意 （担任谱曲《择天记》情感曲）                     | 何洁、孙郡   | 2017 |
| 浓情淡如你 （担任填词《绣春刀Ⅱ:修罗战场》宣传主题曲） | 周深         | 2017 |
| 绣春 （担任填词《绣春刀Ⅱ:修罗战场》主题曲）           | 谭维维       | 2017 |

| 汉之云 （担任谱曲《轩辕剑之汉之云》片头曲） | 张云龙         | 2017 |
| 一半 （担任谱曲《轩辕剑之汉之云》片尾曲）   | 于朦胧         | 2017 |
| 轻狂 （担任谱曲《云巅之上》片尾曲）         | 陈翔           | 2017 |
| 天下无敌 （担任谱曲《云巅之上》片头曲）     | 郁可唯、张哲瀚 | 2017 |
| 悲前喜剧 （担任谱曲《云巅之上》插曲）       | 陈晓           | 2017 |
| 夙念 （担任谱曲《大唐荣耀》插曲）           | 郁可唯         | 2017 |
| 为江山 （担任谱曲《大唐荣耀》片头曲）       | 孙楠           | 2017 |
| 为你成全 （担任谱曲《大唐荣耀》插曲）       | 万茜、音频怪物 | 2017 |
| 唐韵 （担任谱曲《大唐荣耀》片尾曲）         | 谭晶           | 2017 |
| 多面娇娃 （担任谱曲《煮妇神探》片头曲）     | 李小璐、贾乃亮 | 2016 |

| 讨喜 （担任谱曲《煮妇神探》片尾曲）                       | 贾乃亮     | 2016 |
| 彼岸花 （担任谱曲《解忧公主》主题曲）                     | 何洁、苏醒 | 2016 |
| 极光 （担任谱曲《解忧公主》片尾曲）                       | 毕书尽     | 2016 |
| 为爱回归 （担任填词、谱曲《一念向北》插曲）               | 刘恺威     | 2016 |
| 一念向北 （担任填词、谱曲《一念向北》主题曲）             | 刘恺威     | 2016 |
| 大丈夫男儿汉 （担任谱曲、编曲《太极宗师之太极门》主题曲） | 韩磊       | 2016 |
| 在一起 （担任谱曲《太极宗师之太极门》插曲）               | 于文文     | 2016 |
| 用情山水 （担任谱曲、编曲《太极宗师之太极门》片尾曲）     | 郁可唯     | 2016 |
| 英雄有路 （担任谱曲《青云志》推广曲）                     | 任贤齐     | 2016 |
| 诛仙 （担任谱曲《青云志》插曲）                           | 萧敬腾     | 2016 |

| 青衣谣 （担任谱曲《青云志》插曲）               | 郁可唯         | 2016 |
| 若只如初见 （担任谱曲《青云志》插曲）           | 杨紫           | 2016 |
| 青云志 （担任谱曲《青云志》概念曲）             | 吴俊余、李凯馨 | 2016 |
| 初见爱已晚 （担任谱曲《寂寞空庭春欲晚》片尾曲） | 香香           | 2016 |
| 无终 （担任谱曲《寂寞空庭春欲晚》片头曲）       | 刘恺威         | 2016 |
| 梨花落 （担任谱曲《寂寞空庭春欲晚》插曲）       | 霍尊           | 2016 |
| 爱情是青春的旅行 （担任谱曲《柠檬初上》片尾曲） | 郁可唯         | 2016 |
| 时光尽头的恋人 （担任谱曲《柠檬初上》片头曲）   | 曾一鸣         | 2016 |
| 相见恨晚 （担任谱曲《柠檬初上》插曲）           | 张磊           | 2016 |
| 我亲爱的 （担任填词谱曲《亲爱的翻译官》片头曲） | 谭维维         | 2016 |

| 奔跑的蜗牛 （担任谱曲《亲爱的翻译官》片尾曲）   | 黄轩            | 2016 |
| Mr.Right （担任谱曲《好先生》片头曲）           | 刘恒(演奏)      | 2016 |
| 路远 （担任填词谱曲《好先生》片尾曲）           | 张磊            | 2016 |
| 好好的 （担任填词谱曲《好先生》插曲）           | 曾缔            | 2016 |
| 忘了她 （担任谱曲《好先生》插曲）               | 帕尔哈提·哈力克 | 2016 |
| we are one （担任谱曲、编曲《半妖倾城》片头曲） | 郁可唯          | 2016 |
| 恋歌 （担任谱曲《半妖倾城》片尾曲）             | 何晟铭          | 2016 |
| 恋歌 （担任谱曲《半妖倾城》插曲）               | 香香            | 2016 |
| 飞 （担任填词谱曲《麻雀》主题曲）               | 韩磊            | 2016 |
| 迷途 （担任谱曲《麻雀》插曲）                   | 张若昀          | 2016 |

| 风中芭蕾 （担任谱曲《麻雀》插曲）                 | 郁可唯       | 2016 |
| 爱情往事 （担任谱曲《麻雀》插曲）                 | 宁恒宇       | 2016 |
| 爱与恨 （担任谱曲《飞刀又见飞刀》片尾曲）         | 刘恺威、杨蓉 | 2016 |
| 当爱来敲门 （担任谱曲《放弃我,抓紧我》片尾曲）    | 张碧晨       | 2016 |
| 抓紧我放弃我 （担任谱曲《放弃我,抓紧我》片头曲）  | 金志文       | 2016 |
| 暖人 （担任谱曲《放弃我,抓紧我》插曲）            | 张磊         | 2016 |
| YES I DO （担任填词谱曲《放弃我,抓紧我》插曲）    | 陈乔恩       | 2016 |
| 傻瓜爱我 （担任谱曲《守护丽人》片头曲）           | 韦礼安       | 2016 |
| 爱情故事 （担任填词谱曲《守护丽人》片尾曲）       | 何洁         | 2016 |
| 风中英雄 （担任谱曲、编曲《少年四大名捕》片头曲） | 张翰         | 2015 |

| 逆相思 （担任谱曲、编曲《少年四大名捕》片尾曲）     | 何晟铭     | 2015 |
| 英雄谣 （担任词曲创作《金玉瑶》插曲）               | 何晟铭     | 2015 |
| 错过的温柔 （担任词曲创作《金玉瑶》片尾曲）         | 苏青       | 2015 |
| 终于 （担任词曲创作《想明白了再结婚》片尾曲）       | 王丽坤     | 2015 |
| 想 （担任词曲创作《想明白了再结婚》片头曲）         | 佟大为     | 2015 |
| 何以爱情 （担任谱曲、编曲《何以笙箫默》片尾曲）     | 钟汉良     | 2015 |
| My Sunshine （担任谱曲、编曲《何以笙箫默》片头曲）  | 张杰       | 2015 |
| 云天外 （担任谱曲、编曲《大汉情缘之云中歌》片尾曲） | 陆毅       | 2015 |
| 云天外 （担任谱曲、编曲《大汉情缘之云中歌》片头曲） | 杜淳       | 2015 |
| 绿罗裙 （担任词曲创作《大汉情缘之云中歌》片尾曲）   | Angelababy | 2015 |

| 丝萝 （担任谱曲、编曲《大汉情缘之云中歌》主题曲）     | 李宇春 | 2015 |
| 惊鸿 （担任谱曲、编曲《班淑传奇》片头曲）             | 张哲瀚 | 2015 |
| 心上人 （担任谱曲、编曲《班淑传奇》片尾曲）           | 景甜   | 2015 |
| 恋香 （担任谱曲《活色生香》主题曲）                   | 郁可唯 | 2015 |
| 心如玄铁 （担任谱曲、编曲《活色生香》片尾曲）         | 李易峰 | 2015 |
| I See the Lights （担任谱曲《盗墓笔记》英文版主题曲） | 张杰   | 2015 |
| 真相 （担任谱曲《盗墓笔记》中文版主题曲）             | 张杰   | 2015 |
| 动物森林 （担任词曲创作《虎妈猫爸》片头曲）           | 范玮琪 | 2015 |
| 累 （担任词曲创作《虎妈猫爸》片尾曲）                 | 汪琨   | 2015 |
| 白日梦 （担任谱曲《淑女涩男》片头曲）                 | 陈彦允 | 2015 |

| 归零歌 （担任词曲创作《淑女涩男》片尾曲）   | Break-D                                          | 2015 |
| 心中的过往 （担任词曲创作《蜂鸟》主题曲）   | 刘恺威、李溪芮                                   | 2015 |
| 最近的永远 （担任谱曲、编曲《蜂鸟》插曲）   | 何洁                                             | 2015 |
| 宣言 （担任词曲创作《红酒俏佳人》片头曲）   | 邱泽                                             | 2014 |
| 红色恋人 （担任填词《红酒俏佳人》片尾曲）   | 朱文婷                                           | 2014 |
| 我们的时代 （担任词曲创作《微时代》片尾曲） | 张彬彬、李溪芮、张云龙、肖雨雨、高伟光、迪丽热巴 | 2014 |
| 与爱情无关 （担任词曲创作《微时代》插曲）   | 谭维维                                           | 2014 |
| 第一次爱情 （担任填词、谱曲《微时代》插曲） | 余文乐                                           | 2014 |
| 天梯 （担任谱曲《微时代》插曲）             | 张彬彬、李溪芮                                   | 2014 |
| 青春不留白 （担任填词《微时代》插曲）       | 张云龙                                           | 2014 |

| 其实很简单 （担任词曲创作《家有喜妇》主题歌）   | 铁热沁夫 | 2014 |
| 相遇 （担任谱曲、编曲《家有喜妇》主题歌）       | 曾缔     | 2014 |
| 匹夫英雄 （担任填词《匹夫英雄》主题曲）         | 邓为     | 2014 |
| 双生花 （担任填词、谱曲《双生花》主题曲）       | 方力申   | 2014 |
| 爱情曾来过 （担任词曲创作《妻子的秘密》主题曲） | 刘恺威   | 2014 |
| 最爱的人 （担任词曲创作《妻子的秘密》插曲）     | 郁可唯   | 2014 |
| 月亮桥 （担任词曲创作《妻子的秘密》插曲）       | 曾缔     | 2014 |
| 最爱的人 （担任词曲创作《妻子的秘密》插曲）     | 丁子峻   | 2014 |
| 剑心 （担任谱曲、编曲《古剑奇谭》片头曲）       | 张杰     | 2014 |
| 远方 （担任填词、谱曲《古剑奇谭》片尾曲）       | 郁可唯   | 2014 |

| 两人行 （担任填词、谱曲《古剑奇谭》插曲）     | 陈伟霆       | 2014 |
| 爱你没错 （担任谱曲《古剑奇谭》插曲）         | 张信哲       | 2014 |
| 浩瀚 （担任谱曲《神雕侠侣》片头曲）           | 张杰         | 2014 |
| 你我 （担任谱曲《神雕侠侣》片尾曲）           | 陈晓、陈妍希 | 2014 |
| 十六年 （担任谱曲《神雕侠侣》插曲）           | 陈晓、刘忻   | 2014 |
| 问世间 （担任谱曲《神雕侠侣》插曲）           | 陈翔、张馨予 | 2014 |
| 不怨 （担任谱曲《宫锁连城》片头曲）           | 袁姗姗       | 2014 |
| 寂寞红 （担任谱曲《宫锁连城》片尾曲）         | 袁姗姗       | 2014 |
| 昙花一现 （担任谱曲、编曲《美人如画》主题曲） | 何晟铭       | 2014 |
| 倾城雪 （担任谱曲、编曲《美人如画》片尾曲）   | 何晟铭       | 2014 |

| 风之诺言 （担任词曲创作《杉杉来了》片头曲）   | 张翰                       | 2014 |
| 身不由己 （担任填词、谱曲《杉杉来了》片尾曲） | 何洁                       | 2014 |
| 骄阳似我 （担任谱曲、编曲《骄阳似我》片头曲） | 田亮、万沛鑫、王柯达、亓航 | 2014 |
| 听 （担任谱曲《美人制造》插曲、片尾曲）       | 张杰                       | 2014 |
| 信仰 （担任谱曲、编曲《桐柏英雄》主题曲）     | 何晟铭、缪艺豪             | 2013 |
| 说书人 （担任词曲创作《说书人》主题曲）       | 小沈阳                     | 2013 |
| 爱情 （担任填词《嫁入豪门》片尾曲）           | 陆昱霖、徐申东             | 2013 |
| 豪门 （担任填词、谱曲《嫁入豪门》片头曲）     | 江祖平                     | 2013 |
| 抓紧时间 （担任填词创作《抓紧时间爱》片头曲） | 小沈阳                     | 2013 |
| 爱 （担任填词创作《抓紧时间爱》片尾曲）       | 小沈阳                     | 2013 |

| 飞 （担任填词《盛夏晚晴天》插曲）               | 吴建飞         | 2013 |
| 如果爱老了 （担任词曲创作《盛夏晚晴天》插曲）   | 刘恺威、杨幂   | 2013 |
| 一定要幸福 （担任词曲创作《盛夏晚晴天》插曲）   | 杨幂           | 2013 |
| 路过爱情 （担任词曲创作《盛夏晚晴天》插曲）     | 梁又琳         | 2013 |
| 燕儿飞 （担任填词谱曲《樱桃红》片尾曲）         | 宋小宝、王一璠 | 2013 |
| 飞 （担任词曲创作《新神探联盟》插曲）           | 曾缔           | 2013 |
| 探世界 （担任词曲创作《新神探联盟》片尾曲）     | 王凯           | 2013 |
| 外婆桥 （担任谱曲、编曲《像火花像蝴蝶》片尾曲） | 江一燕         | 2013 |
| 不问 （担任谱曲、编曲《像火花像蝴蝶》主题曲）   | 何晟铭         | 2013 |
| 珍惜 （担任谱曲、编曲《陆贞传奇》主题曲）       | 李宇春         | 2013 |

| 心情 （担任谱曲、编曲《陆贞传奇》片尾曲）           | 赵丽颖、陈晓 | 2013 |
| 逍遥 （担任谱曲《笑傲江湖》主题曲）                 | 霍建华       | 2013 |
| 爱我 （担任谱曲《笑傲江湖》片尾曲）                 | 蒲提、袁姗姗 | 2013 |
| 觉悟 （担任谱曲《笑傲江湖》插曲）                   | 袁姗姗       | 2013 |
| 追 （担任词曲创作《追鱼传奇》主题曲）               | 香香         | 2013 |
| 漩涡 （担任词曲创作《追鱼传奇》插曲）               | 关智斌       | 2013 |
| 天使之泪 （担任词曲创作《胜女的代价2》片尾曲）      | 张翰         | 2013 |
| 猎 （担任填词《猎天狼》主题曲）                     | 何晟铭       | 2013 |
| 女人心 （担任填词、谱曲《我为宫狂》片尾曲）         | 张哲瀚       | 2013 |
| 母亲谣 （担任填词、谱曲《樱桃红之袖珍妈妈》片尾曲） | 刘忻         | 2013 |

| 刺爱 （担任谱曲《刺青》主题曲）                     | 许绍洋               | 2012 |
| 永恒是不可计算的爱 （担任谱曲、编曲《刺青》主题曲） | 何晟铭               | 2012 |
| 月光之下 （担任谱曲《刺青》插曲）                   | 许绍洋、刘子仟       | 2012 |
| 极光 （担任词曲创作《赏金猎人》片尾曲）             | 薛佳凝               | 2012 |
| 江湖 （担任词曲创作《赏金猎人》片头曲）             | 李易峰               | 2012 |
| 爱恨之间 （担任填词《民国恩仇录》主题曲）           | 曾缔                 | 2012 |
| 暴风雨 （担任填词谱曲《民国恩仇录》片尾曲）         | 高琳                 | 2012 |
| 佛说 （担任谱曲《宫锁珠帘》片尾曲）                 | 何晟铭               | 2012 |
| 爱的供养(男生版) （担任谱曲《宫锁珠帘》主题曲）     | 何晟铭、杜淳         | 2012 |
| 相思 （担任谱曲、编曲《宫锁珠帘》插曲）             | 袁姗姗、张嘉倪、舒畅 | 2012 |

| 承诺 （担任谱曲《美人无泪》片尾曲）               | 袁姗姗               | 2012 |
| 无泪 （担任谱曲《美人无泪》主题曲）               | 袁姗姗、韩栋         | 2012 |
| 郁金香 （担任编曲《笑红颜》片尾曲）               | 陆翊                 | 2012 |
| 爱的供养 （担任谱曲、编曲《宫锁心玉》主题曲）     | 杨幂                 | 2011 |
| 明月 （担任谱曲、编曲《宫锁心玉》插曲）           | 杨幂、谭旋(部分合唱) | 2011 |
| 见或不见 （担任谱曲、编曲《宫锁心玉》片尾曲）     | 何晟铭               | 2011 |
| 时间 （担任谱曲、编曲《北京爱情故事》插曲）       | 陈思诚               | 2011 |
| 厉害了 （担任谱曲、编曲《欢喜婆婆俏媳妇》片尾曲） | 何晟铭               | 2011 |
| 欢喜歌 （担任谱曲、编曲《欢喜婆婆俏媳妇》主题曲） | 何晟铭、胡杏儿       | 2011 |
| 落花 （担任编曲《美人心计》主题曲）               | 林心如               | 2011 |

| 落花 （担任编曲《唐宫美人天下》主题曲）         | 李小璐         | 2011 |
| 唐歌 （担任谱曲、编曲《唐宫美人天下》片尾曲）   | 何晟铭         | 2011 |
| 千堆雪 （担任谱曲、编曲《被遗弃的秘密》片尾曲） | 何晟铭         | 2011 |
| 藏心 （担任谱曲、编曲《被遗弃的秘密》主题曲）   | 何晟铭         | 2011 |
| 家园 （担任词曲创作《摩西密码》片尾曲）         | 韩磊           | 2011 |
| 尘缘 （担任编曲《大丫鬟》片头曲）               | 陈思诚         | 2010 |
| 如花 （担任编曲《大丫鬟》片尾曲）               | 何晟铭         | 2010 |
| 上善若水 （担任谱曲、编曲《国色天香》主题曲）   | 何晟铭         | 2010 |
| 回不去 （担任谱曲、编曲《国色天香》片尾曲）     | 何晟铭、邓天晴 | 2010 |
| 寂寞歌 （担任编曲《新一剪梅》插曲）             | 陈思诚         | 2009 |

| 四格照片 （担任编曲）         | 黄馨可 | 2009 |
| 舍不得把眼睛睁开 （担任编曲） | 倪虹洁 | 2008 |
| 死了都不卖 （担任填词）       | 邵雨涵 | 2007 |
| 有你更光亮 （担任谱曲编曲）   | 何晟铭 | 2000 |

## 获奖与提名
- ▪2017    全球流行音乐金榜上半年二十大金曲    凉凉
- 2017    MTV全球华语音乐盛典十大金曲    三生三世
- 2016    第23届东方风云榜年度十大金曲     My Sunshine
- 2016    全球流行音乐金榜年度最佳电视剧主题曲     My Sunshine
- 2016    音乐风云榜年度最受欢迎电视剧歌曲     何以爱情
- 2015    第15届全球华语歌曲排行榜年度20大金曲     剑心
- 2015    第22届东方风云榜年度十大金曲     剑心
- 2015    全球流行音乐金榜上半年度金曲奖     My Sunshine
- 2014    国剧盛典颁奖礼年度最佳电视剧歌曲    剑心
- 2012    第6届中国移动无线音乐盛典年度最畅销影视剧金曲奖    爱的供养